# Zosteria ruspata
Zosteria ruspata är en tvåvingeart som beskrevs av Daniels 1987. Zosteria ruspata ingår i släktet Zosteria och familjen rovflugor. Inga underarter finns listade i Catalogue of Life.